# 2006년 토론토 국제 영화제
제31회 토론토 국제 영화제는 2006년 9월 7일에 열린 시상식이다.

## 수상 및 후보

### 스와로브스키 문화혁신상
- Takva - A Man's Fear of God - Ozer Kiziltan 수상

### 관객상
- 벨라 - 알레한드로 몬테베르드 수상
- 마이 베스트 프렌드 - 빠트리스 르꽁트 수상
- 딕시칙스: 셧업 앤 싱 - 바바라 코플 수상

### City TV상
- Sur la trace d'Igor Rizzi - Noel Mitrani 수상

### 토론토시티상
- 아르얀 란버틴스키와 산업사회의 초상 - 제니퍼 베이치월 수상

### 캐나다 단편영화상
- Les Jours - Maxime Giroux 수상

### 디스커버리상
- 리프라이즈 - 요아킴 트리에 수상

### FIPRESCI-상
- 대통령의 죽음 - 가브리엘 레인지 수상

### 캐나다 퍼스트! 부문
- 참된 허상 - 캐롤린 콤즈
- Cheech - Patrice Sauve
- La Coupure - Jean Chateauvert
- End of the Line - Maurice Devereaux
- 만사가 귀찮아 - 폴 폭스
- 내 친구 파이도 - 앤드류 커리
- Mercy - Mazdak Taebi
- 돌의 투척 - 카멜리아 프리버그
- Sur la trace d'Igor Rizzi - Noel Mitrani

### 캐나다의 열린 도약 부문
- 하키 영웅 - 28781

### 피터 메틀러 회고전
- 발리필름 - 피터 메틀러
- 이스턴 애비뉴 - 피터 메틀러
- 도박, 신, 그리고 LSD - 피터 메틀러
- Lancalot Freely - 피터 메틀러
- 픽쳐 오브 라이트 - 피터 메틀러
- 시세흐 - 피터 메틀러
- Tectonic Plates - 피터 메틀러
- The Top of His Head - 피터 메틀러

### 현대 세계 영화 부문
- 그때 거기 있었습니까? - 코르넬리우 포룸보이우
- Abeni - Tunde Kelani
- 안토니아 - Tata Amaral
- 뷰티 인 트러블 - 얀 흐르베이크
- 벨라 - 알레한드로 몬테베르드
- 벳 콜렉터 - 제프리 제투리안
- 본 앤 브레드 - 파블로 트라페로
- 성가신 남자 - 옌스 리엔
- 캔디 - 닐 암필드
- 부에노스 아이레스 1977 - 아드리안 카에타노
- Citizen Duane - Michael Mabbott
- 컨페티 - 데비 아이싯
- 카핑 베토벤 - 아그네츠카 홀란드
- 디거스 - 캐서린 디에크먼
- 키갈리에서의 일요일 - 로베르 파브로
- 개 - Manolo Nieto
- 몰락 - 바바라 앨버트
- 며칠 후 - 니키 카리미
- 픽션 - 게스크 가이
- 4분 - Chris Kraus
- 그르바비차 - 야스밀라 이바니치
- The Half Life of Timofey Berezin - 스콧 Z. 번스
- 애프터라이프 - 이상일
- 토착민 - 라시드 부샤렙
- 이탈리언 - 안드레이 크라프추크
- 마지막 겨울 - 래리 페슨덴
- 정맥주사 - 락샨 바니 에테마드 외1명
- Monkey Warfare - Reg Harkema
- 누벨 찬스 - 안 퐁텐
- 오프사이드 - 자파르 파나히
- 아웃소시드 - 존 제프코트
- Palimpsest - Konrad Niewolski
- 프라그 - 올레 크리스찬 매드슨
- 여우비 - 호 유항
- 붉은 길 - 안드리아 아놀드
- 레퀴엠 - 한스 크리스티안 쉬미트
- 회복 - Slawomir Fabicki
- The Silence - 케이트 쇼트랜드
- Sleeping Dogs - Terrance Odette
- 슬러밍 - 미카엘 글라보거
- 스타트 포 텐 - 톰 본
- 슈리 인 더 스카이 - 카림 아이누즈
- 미필적 고의에 의한 여름휴가 - Stefan Krohmer
- 여름 궁전 - 로예
- 내가 살던 키부츠 - 드로 샤울
- 시간과 바람 - 레하 에르뎀
- 천국에 가려면 죽어야 한다 - 잠쉐드 우스마노프
- 페이지 터너 - 드니 데르쿠르
- 트랜스 - 테레사 빌라버드
- 트란실베니아 - 토니 갓리프
- 황혼의 댄서 - 멜 치옹글로
- 언내츄럴 & 액서던틀 - 칼 베세이
- 바이올린 - 프란시스코 바르가스
- 웨이터 - 알렉스 반 바르메르담
- The Wake - Nikos Grammatikos
- 엔드 오브 더 월드 - Catalin Mitulescu
- 화이트 팜스 - 사볼치 하이두
- Winter Journey - Hans Steinbichler

### 다이알로그 부문
- The Beales of Grey Gardens - 앨버트 메이슬리스
- 증오 - 마티유 카소비츠
- 어려우면 어려울 수록 - Perry Henzell
- 렛츠 겟 로스트 - 쳇 베이커의 초상 - 브루스 웨버
- Psychiatry in Russia - 앨버트 메이슬리스
- 벨벳 골드마인 - 토드 헤인즈

### 디스커버리 부문
- 7년 - Jean-Pascal Hattu
- 아트 오브 크라잉 - 피터 쇼나우 포그
- 그림자로 살다 - 마리나 스파다
- 환희 - 시엥 쩌민
- 캐쉬백 - 숀 엘리스
- 다크 블루 - 다니엘 산체즈 알레발로
- Falkenberg Farewell - 예스퍼 갠스란트
- 가족의 탄생 - 김태용
- 글루 - 알렉시스 도스 산토스
- A Grave-Keeper's Tale - Chitra Palekar
- 라스트 러브 인 뉴욕 - 에드 스톤
- 왕의 남자 - 이준익
- 런던에서 브라이튼까지 - 폴 앤드류 윌리엄스
- 아웃 오브 더 블루 - 로버트 사키스
- 리프라이즈 - 요아킴 트리에
- The Silly Age - Pavel Giroud
- Thicker than Water - Arni Olafur Asgeirsson
- 트루 노스 - 스티브 허드슨
- 바나자 - 라즈네쉬 도말팔리

### 갈라스 부문
- 애프터 웨딩 - 수잔 비에르
- 올 더 킹즈 맨 - 스티븐 자일리언
- 어메이징 그레이스 - 마이클 앱티드
- 어웨이 프롬 허 - 사라 폴리
- 바벨 - 알레한드로 곤잘레스 이냐리투
- 야연 - 펑샤오강
- 블랙북 - 폴 버호벤
- 바비 - 에밀리오 에스테베즈
- 보네빌 - 크리스토퍼 N. 로울리
- 브레이킹 앤 엔터링 - 안소니 밍겔라
- 딕시칙스: 셧업 앤 싱 - 바바라 코플
- 포 유어 컨시더레이션 - 크리스토퍼 게스트
- 어느 멋진 순간 - 리들리 스콧
- 인퍼머스 - 더글러스 맥그라스
- 라스무센의 일기 - 자카리아스 쿠눅
- 마이 베스트 프렌드 - 빠트리스 르꽁트
- 네버 세이 굿바이 - 카란 조하르
- 페넬로피 - 마크 파랜스키
- 귀향 - 페드로 알모도바르
- 얼음 왕국 - 북극의 여름 이야기 - 티에리 피안타니다 외

### 마스터스 부문
- 마음 - 알랭 레네
- 악어 - 난니 모레티
- EMPz 4 Life - Allan King
- 나는 또 다른 여자다 - 마가레테 폰 트로타
- 언터처블 - 브누와 쟉꼬
- 황혼의 빛 - 아키 카우리스마키
- 사라진 별 - 지아니 아멜리오
- 낙천주의자들 - 고란 파스칼레비치
- 레스큐 돈 - 베르너 헤어조크
- 스트라이크 - 폴커 슐렌도르프
- 아르메니아 여행 - 로베르 게디기앙
- 뚝이 터졌을 때 - 4막 진혼가 - 스파이크 리
- 보리를 흔드는 바람 - 케네스 로치

### 미드나잇 매드니스 부문
- 어밴던드 - 나초 세르다
- 모든 소년들은 맨디 레인을 사랑해 - 조나단 레빈
- 블랙 쉽 - 조나단 킹
- 보랫 - 래리 찰스
- 괴물 - 봉준호
- 프린세스 - Anders Morgenthaler
- S&MAN - J.T. 페티
- 세브란스 - 크리스토퍼 스미스
- 쉐이탄 - 킴 샤피론
- 가장 무서운 이야기 - 죠 단테 외4명

### 모짜르트 환상 시네마 부문
- 다라트 - 마하멧 살레 하룬
- 반달 - 바흐만 고바디
- Hamaca Paraguaya - Paz Encina
- 홀로 잠들고 싶지 않아 - 차이밍량
- Moekgo and the Stickfighter - Teboho Mahlatsi
- 오페라 자와 - 가린 누그로호
- 징후와 세기 - 아피찻퐁 위라세타쿤

### 리얼 투 릴 부문
- 소 고즈 더 네이션 - 제임스 D. 스턴
- 아메리칸 하드코어 - 폴 라치만
- 블라인드사이트 - Lucy Walker
- A Cry in the Dark - Haobam Paban Kumar
- 딜리버 어스 프럼 이블 - Amy Berg
- 동 - 지아장커
- 스프리츠 오브 플레이스 - 캐서린 마틴
- 고스트 오브 시테 솔레일 - 애스게르 레스
- Iran: Une Revolution cinematographique - Nader Takmil Homayoun
- The Killer Within - Macky Alston
- 커트 코베인: 어바웃 어 선 - AJ 쉬낵
- 레이크 오브 파이어 - 토니 케이
- 메이드 인 자메이카 - Jerome Laperrousaz
- My Life as a Terrorist: The Story of Hans-Joachim Klein - Alexander Oey
- Office Tigers - 리즈 머민
- 지젝의 기묘한 영화 강의 - 소피 파인즈
- 라 스트라다 디 레비 - 다비데 페라리오
- 프라이즈너 혹은 나는 어떻게 토니 블레어를 죽일 계획을 - 마이클 터커 외1명
- 레이디언트 시티 - 짐 브라운 외1명
- Remembering Arthur - Martin Lavut
- 사리의 엄마 - 제임스 롱리
- The Session is Open - Vincenzo Marra
- 쉐임 - 모하메드 나크비
- 샤크워터 - 롭 스튜어트
- Shot in the Dark - 아드리언 그레니어
- 슈거 커튼 - 카밀라 구즈만 우주아
- Summercamp! - Sarah Price 외
- 테일스 오브 더 랫 핑크 - Ron Mann
- Tanju Miah - Sadik Ahmed
- 이 소녀들 - 타하니 라체드
- 디스 필시 월드 - 제프 갈린
- 토이, 와구이 - Namir Abdel Messeeh
- 미국 대 존 레논 - 데이빗 레프 외
- Very Nice, Very Nice - Arthur Lipsett
- 요코하마 메리 - 나카무라 다카유키

### 캐나다 단편 부문
- A l'ombre - Simon Lavoie
- L' Air de rien - Frederick Pelletier
- Aruba - Hubert Davis
- 부서진 마음 - 앙투아네트 카루나
- By the Hour - Bill Marchant
- Christ in Wood - Alexander Winfield
- Cloudbreaker - Adam Garnet Jones
- Couldn't be Happier - Jackie May
- The Double Woman - Carla B. Guttmann
- Down Payment on a Dead Horse - Jason Britski
- Les Eaux mortes - Guy Edoin
- The Ecstasy Note - Geoffrey Uloth
- Elizabeth Short - 데코 도슨
- 에드워드 제임스의 기억 - 로드리고 구디노
- If I See Randy Again Do You Want Me To Hit Him With The Axe? - Vivieno Caldinelli
- Intolerable - 앨리슨 맥클린
- Les Jours - Maxime Giroux
- 마지막 총성 - 엠마누엘 쉬리니안
- A Life of Errors - Sheila Pye 외
- Love Seat - Kris Elgstrand
- The Man Who Waited - Theodore Ushev
- 미갠 마틴 - 메건 마틴
- Nude Caboose - 가이 매딘
- Ouest Maurice? - Alek Rzeszowski 외
- Patterns 2 - Jamie Travis
- Patterns 3 - Jamie Travis
- Plume - Chelsea McMullan
- Pretty Broken - Cline Mayo
- The Runner - Robert Deleskie
- The Saddest Boy in the World - Jamie Travis
- Saskatchewan Part 3 - Brian Stockton
- Screening - Anthony Green
- Starlight Tour - Evan Crowe
- Supposed To - Aleesa Cohene
- Suspect - 패트리샤 로제마
- La Tete Haute - Ivan Grbovic
- Tell Me Everything - Brian D. Johnson
- The Tragic Story of Nling - Jeffrey St. Jules
- 트루 러브 - 애덤 브로디
- The Wait - Ann Verrall

### 특별한 발표 부문
- 10 아이템스 오어 레스 - 브래드 실버링
- 알라트리스테 - 어거스틴 디아즈 야네스
- Art Installation: It Will All End In Tears - Jesper Just
- Begone Dull Care - Norman McLaren 외
- Blinkity Blank - Norman McLaren
- 악몽의 섬 - 가이 매딘
- 거품 - 에이탄 폭스
- 엘 칸탄테 - 레온 이차소
- 캐치 어 파이어 - 필립 노이스
- A Chairy Tale - Norman McLaren
- 콩고라마 - 필리프 팔라도
- 범죄 - 마뉴엘 프라달
- 독 프라블럼 - 스콧 칸
- 방축 - 두기봉
- The Fall - Tarsem
- 페이 그림 - 할 하틀리
- 파운틴 - 대런 아로노프스키
- 황금의 문 - 에마누엘 크리알리스
- HANA - Hirokazu Kore-eda
- Hen Hop - Norman McLaren
- 내 인생의 남자 - 자부 브레트만
- 진다바인 - 레이 로렌스
- 카불 익스프레스 - 카비르 칸
- 라스트 킹 오브 스코틀랜드 - 케빈 맥도널드
- 라스트 키스 - 토니 골드윈
- Lines-Horizontal - Norman McLaren 외
- 리틀 칠드런 - 토드 필드
- 타인의 삶 - 플로리안 헨켈 폰 도너스마르크
- 러브 & 트러블 - 알렉 커시시언
- 마술 피리 - 케네스 브래너
- 아르얀 란버틴스키와 산업사회의 초상 - 제니퍼 베이치월
- Le Merle - Norman McLaren
- 대령 - Laurent Herbiet
- 네임세이크 - 미라 네이어
- Neighbours - Norman McLaren
- 사유재산 - 조아생 라포스
- Opening Speech - Norman McLaren
- 판의 미로 - 오필리아와 세 개의 열쇠 - 기예르모 델 토로
- Paris, je t'aime - 브뤼노 포달리데
- Pas de deux - Norman McLaren
- 처음 본 그녀에게 프로포즈하기 - 마이클 이안 블랙
- 이모의 포스터모던 라이프 - 허안화
- 9월의 어느 날 - Santiago Amigorena
- 세러핌 폴스 - 데이빗 본 앵큰
- 스노우 케이크 - 마크 에반스
- Stars and Stripes - Norman McLaren
- 스트레인저 댄 픽션 - 마크 포스터
- Synchromy - Norman McLaren
- 디스 이즈 잉글랜드 - 셰인 메도우스
- 비너스 - 로저 미첼
- 와일드 웨스트 코미디 쇼 - 아리 산델
- 해변의 여인 - 홍상수

### 스프로켓 패밀리 존 부문
- 스톰브레이커 - 제프리 삭스
- 헤어리 투스 페어리 - 후안 파블로 부스카리니
- U - Gregoire Solotareff 외
- 미운 오리 새끼와 랫소의 모험 - 마이클 해트너 외1명

### 뱅가드 부문
- 2:37 - Murali K. Thalluri
- 버니 초우 - 존 바커
- 원 투 어나더 - 장 마크 바
- 드라마/멕스 - 헤랄도 나란요
- 흑사회 - 두기봉
- 흑사회 2 - 두기봉
- 이토록 뜨거운 순간 - 에단 호크
- 제이드 워리어 - 안티-주시 안닐라
- 맥베드(영어판) - 제프리 라이트
- 르네상스 - 크리스티안 볼크만
- 숏버스 - 존 카메론 미첼
- 스테이 - 밥 골드웨이트
- 서버번 레이디 - 폴 골드먼

### 비젼 부문
- 8월의 날들 - 마크 레샤
- 바마코 - 압델라만 씨사코
- 항상 아름다운 - 마뇰 드 올리베이라
- 46억년의 사랑 - 미이케 다카시
- Blessed are the Dreams of Men - 젬 코엔
- 북 오브 레버레이션 - Ana Kokkinos
- 무시시 - 오토모 가츠히로
- Building a Broken Mousetrap - 젬 코엔
- 케이지 - 올리비에 마세-드파스
- 기후 - 누리 빌게 제일란
- 대단한 젊음 - 페드로 코스타
- 대통령의 죽음 - 가브리엘 레인지
- 인 더 시티 - 캐서린 마틴
- 데이 나잇 데이 나잇 - 줄리아 록테브
- 데이 온 파이어 - 제이 아나니아
- 판타스마 - 리산드로 알론소
- 플랑드르 - 브루노 뒤몽
- Gathering the Scattered Cousins - Akin Omotoso
- 인 비트윈 데이즈 - 김소영1
- 보이지 않는 물결 - 펜엑 라타나루앙
- 오스트로브 - 파벨 룽긴
- 카닥 - 피터 브로센 외1명
- Kinshasa Palace - 제카 라플렌
- No Place Like Home - Perry Henzell
- NYC Weights and Measures - 젬 코엔
- Sistagod - Yao Ramesar
- 스틸 라이프 - 지아장커
- Takva - A Man's Fear of God - Ozer Kiziltan
- 택시더미아 - 기요로기 폴피
- 열 척의 카누 - 롤프 드 히어
- 시간 - 김기덕
- 지단, 21세기의 초상 - 더글러스 고든 외

### 파장 부문
- 18 Videos: #8 - Kyle Canterbury
- 3 Minuten - Christoph Brunner
- 어프레이드 소 - 제이 로젠블랫
- Bouquets 28-30 - Rose Lowder
- Circa 1960 - Chris Curreri
- Ema ?Emaki II - 이시다 타카시
- hysteria - Christina Battle
- In This House - Akram Zaatari
- 크리스탈 - 마티아스 뮐러 외1명
- Lancia Thema - Josef Dabernig
- lions and tigers and bears - Rebecca Meyers
- Memo to Pic Desk - 크리스 케네디 외
- Nachtstuck - 피터 체르카스키
- Poet's Dream - 로렌스 조던
- Un Pont sur la Drina - Xavier Lukomski
- PSA. 09 body count - 신시아 매던스키
- PSA. 10 occupation - 신시아 매던스키
- PSA. 14 target - 신시아 매던스키
- 키아로스타미의 길 - 압바스 키아로스타미
- Schuss! - Nicolas Rey
- Seascape #1 Night, China Shenzhen 05 - 올리보 바르비에리
- Silk Ties - Jim Jennings
- Song and Solitude - Nathaniel Dorsky
- Swivel - Oliver Husain
- Tsuioku - Yuiko Matsuyama
- v-r - Kyle Canterbury
- The Zone of Total Eclipse - Mika Taanila